# 恵東県
恵東県（けいとうけん）は中華人民共和国広東省恵州市に位置する県。
県内の稔平半島南部の大亜湾と紅海湾の境界部にある砂浜はウミガメ（アオウミガメ）の産卵地として保護区に指定されており、2002年にラムサール条約登録地となった。

## 行政区画
下部に2街道、12鎮を管轄する
- 街道
  - 平山街道、大嶺街道
- 鎮
  - 白花鎮、梁化鎮、稔山鎮、鉄涌鎮、平海鎮、吉隆鎮、黄埠鎮、多祝鎮、安墩鎮、高潭鎮、宝口鎮、白盆珠鎮

## 交通

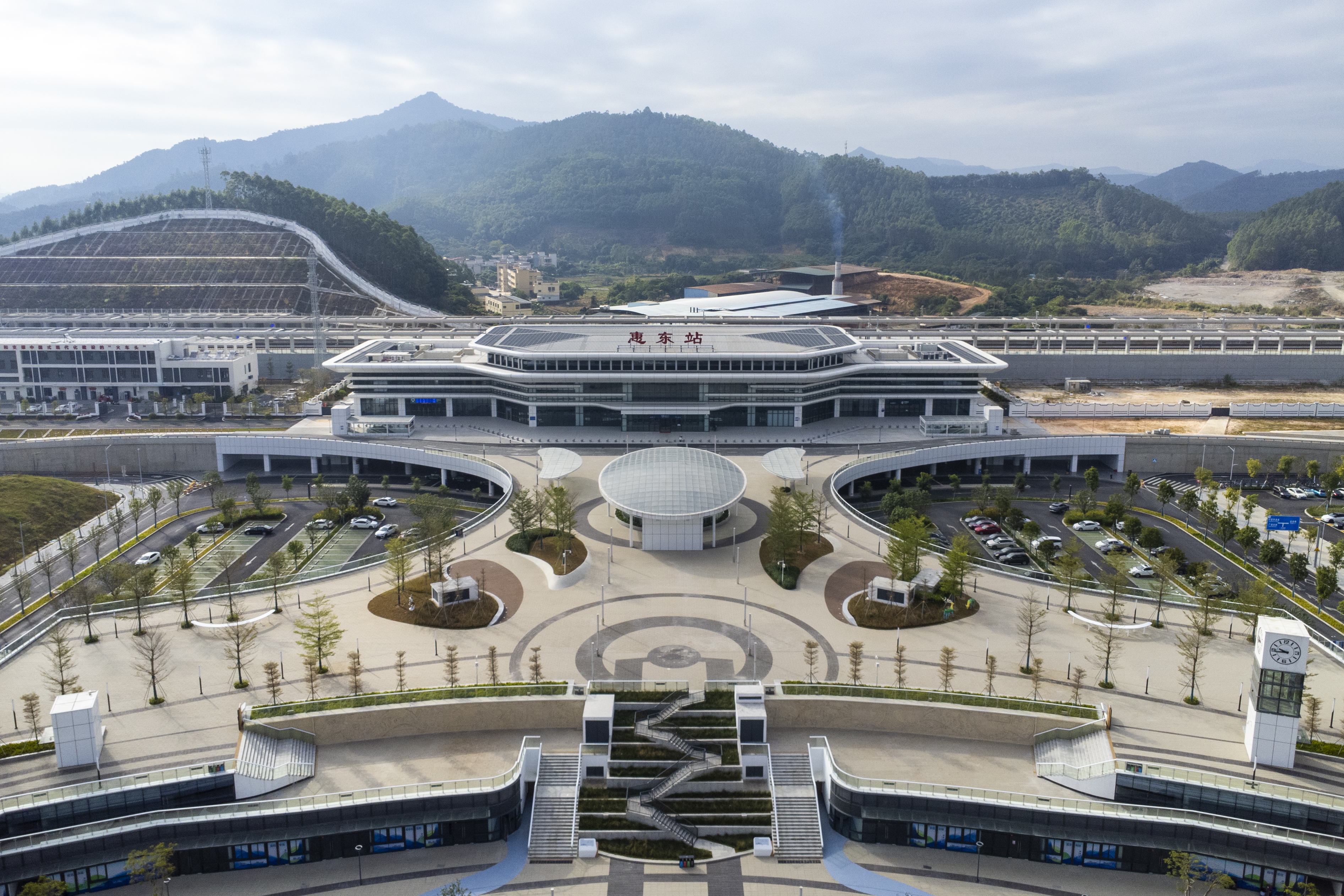
恵東駅

### 鉄道
- 廈深線
  - 恵東南駅
- 広汕線（中国語版）
  - 恵東駅

### 道路
- 高速道路
  -  瀋海高速道路
  -  甬莞高速道路（中国語版）
  -  広恵高速道路（中国語版）
  -  恵深沿海高速道路（中国語版）
- 国道
  - G228国道
  - G324国道